# ジャクリーン・ブルックス
ジャクリーン・ブルックス（Jacqueline Brookes,  1930年7月24日 - 2013年4月26日）は、アメリカ合衆国の女優である。

## 来歴
1930年、ニュージャージー州のモントクレアに生まれる。父親は投資銀行の行員だった。ニューヨークにあるフランス語が共用語の学校に通ったため、フランス語が話すことが出来、高校卒業後はアイオワ州にある大学へ進学し、芸術の学士を取得。その後は奨学金を得て、ロンドンのロイヤル・アカデミー・オブ・アーツで演劇を学んだ。
その後、1960年代にカリフォルニア州のサンディエゴなどで舞台へ出演しながらキャリアを重ねつつ、ブロードウェイやオフ・ブロードウェイの舞台へも進出。1950年代にはテレビデビューも果たし、70年代からは映画作品にも出演している。実話を基にしたバーバラ・ハーシー主演のホラー映画『エンティティー 霊体』での博士役や、レスリー・ニールセン主演のコメディ映画『裸の銃を持つ男 PART2½』の女警察長官役などで知られている。

## 出演作品

### 映画
- ホスピタル Hospital (1971) ※ノークレジット
- The Werewolf of Washington (1973)
- 熱い賭け The Gambler (1974)
- Looking Up (1977)
- 僕は殺していない A Death in Canaan (1978) ※テレビ映画
- ロデオガール Rodeo Girl (1980) ※テレビ映画
- 新聞記者の信義 Word of Honor (1981)
- ラブ＆マネー Love & Money (1981)
- 結婚しない男 Paternity (1981)
- ゴースト・ストーリー Ghost Story (1981)
- エンティティー 霊体 The Entity (1982)
- 天使の失踪 Without a Trace (1983)
- メディア Medea (1983) ※テレビ映画
- ライセンス・トゥ・キル 殺しのライセンス License to Kill (1984)
- スタークロス Starcrossed (1985) ※テレビ映画
- 愛と真実にゆれて Silent Witness (1985)
- シー・オブ・ラブ Sea of Love (1989)
- 裸の銃を持つ男 PART2½ The Naked Gun 2½: The Smell of Fear (1991)
- 暗闇のささやき Whispers in the Dark (1992)
- 危険な遊び The Good Son (1993)
- 代理人 Losing Isaiah (1995)

### テレビドラマ
- Look Up and Live (1954)
- As the World Turns (1956)
- Adventures of the Sea Hawk (1958)
- A Flame in the Wind (1964, 1965)
- 事件記者ルー・グラント Lou Grant (1982)
- 特捜刑事マイアミ・バイス Miami Vice (1984)
- アメリカン・プレイハウス American Playhouse (1985)
- ザ・シークレット・ハンター The Equalizer (1987, 1989)
- ロー&オーダー Law & Order (1990)
- 新スタートレック Star Trek: The Next Generation (1992)